# Куди пішла любов (фільм, 1964)
«Куди пішла любов» (англ. Where Love Has Gone) — американський драматичний фільм 1964 року знятий американським режисером українського походження Едвардом Дмитриком з використанням технології «техніколор» за однойменним романом Гарольда Роббінса.

## Сюжет
Будівельний підприємець Люк Міллер терміново повертається до будинку своєї колишньої дружини Валерії Гейден в Сан-Франциско після того як довідався, що їх 15-річна дочка Денні підозрюється у вбивстві коханця своєї мами. У фільмі Люк Міллер згадує свій шлюб з Валерією Гейден, народження дочки та наступні події, які призвели до трагедії.

## Ролі виконують
- Сьюзен Гейворд — Валерія Гейден Міллер
- Бетті Девіс — місіс Джеральд Гейден
- Майк Коннорс[en] — майор Люк Міллер (Майкл Коннорс)
- Джой Гезертон[en] — Данієль Валерія Міллер, Денні
- Джейн Ґрір — Маріана Спайсер
- Дефорест Келлі — Сем Корвін
- Джордж Макреді — Гордон Гарріс
- Енн Сеймур[en] — лікарка Саллі Дженнінгс

## Навколо фільму
Багато-хто вважав, хоч це неодноразово заперечували, що у фільмі, як і в романі, на якому він був заснований, йдеться про сумнозвісну справу 1958 року — акторки Лани Тернер і гангстера Джонні Стомпанато. Стомпанато був жорстоким, надзвичайно ревнивим бойфрендом Лани Тернер. 4 квітня 1958 року, у віці 14 років, її дочка Шерил Крейн убила Джонні Стомпанато, коли він бив Лану Тернер. Вбивство було визнано виправданим вбивством, оскільки вважалося, що вона захищала свою матір.